# Virtual Insanity
Virtual Insanity (с англ. — «Виртуальное безумие») — песня британской фанк-группы Jamiroquai. Песня была выпущена в качестве второго сингла из их третьего студийного альбома Traveling Without Moving (1996) 19 августа 1996 года. Удостоенный наград музыкальный видеоклип песни был выпущен в сентябре 1996 года. Песня «Virtual Insanity» стала хитом номер один в Исландии и Италии и достигла третьего места в британском чарте синглов. Песня попала в топ-10 в Финляндии и Ирландии и также достигла 38-го места в чарте Billboard Modern Rock Tracks после выхода сингла в США в 1997 году. Вид подземного города в Саппоро, Северная Япония, вдохновил на написание песни.

## Информация о сингле
Первым би-сайдом сингла стала песня «Do You Know Where You’re Coming From» при участии M-Beat. Песня был выпущена как сингл ранее в 1996 году. Вторая B-сторона сингла, «Bullet», является, вероятно, одним из самых загадочных треков группы «Jamiroquai», когда-либо написанных. Песня начинается с 3-секундного вступления ударных и переходит в более длинное, клаустрофобное вступление. Во время этой части тихий вокал можно услышать на заднем плане, в то время как мелодия становится громче.
В начале песни появляется звук, взятый из фильма «Чужой». Это именно та последовательность звуков, когда сигнал SOS появляется на экранах космического корабля Nostromo в начале фильма.

## Видеоклип
«Virtual Insanity» — самый известный музыкальный клип Jamiroquai. На церемонии вручения MTV Video Music Awards в сентябре 1997 года он был заявлен в 10 номинациях и получил четыре награды, в том числе «Breakthrough Video» (рус. «Видео-прорыв») и «Best Video of the Year» (рус. «Лучшее видео года»). В 2006 клип получил 9 место по результатам голосования зрителей MTV － оно касалось нестереотипных, необычных музыкальных клипов. Режиссёром видео был Джонатан Глэйзер. Сингл был выпущен в США в 1997 году. На церемонии вручения MTV Video Music Awards 1997 года группа «Jamiroquai» исполняла песню, воссоздавая знаменитую идею движения пола с двумя движущимися дорожками на сцене, идущими в разных направлениях, Джей Кей использовал их для танцев.

### Описание видео
В видео появляется в основном певец из группы «Jamiroquai», Джей Кей, который танцует и исполняет песню в ярко-белой комнате с серым полом. Во всем видео присутствует несколько комбинаций диванов и кресел; они становятся единственными предметами мебели в комнате. Видео получило признание критиков благодаря своим спецэффектам: кажется, что пол движется, а остальная часть комнаты остается неподвижной. В некоторых точках камера поднимается вверх или наклоняется вниз, показывая пол или потолок в течение нескольких секунд, когда камера возвращается в центральное положение, декорация полностью меняется. В других кадрах показана ворона, летящую через комнату, таракан на полу, кровоточащие диваны и другие участники «Jamiroquai» в коридоре, которых сдувает ветер. Это стало вторым успешным видео, выпущенным группой «Jamiroquai», была не только полная, но и комбинированная съемка; клип «Space Cowboy» был первым успешным видео. В короткометражном документальном фильме режиссёр Джонатан Глэйзер описывает, как стены движутся по неподвижному серому полу без деталей, чтобы создать иллюзию движения объектов на полу. В нескольких кадрах к стенам прикрепляются стулья или диваны так что, они кажутся неподвижными, хотя на самом деле они движутся. В других кадрах стулья остаются неподвижными на полу, но иллюзия такова, что они кажутся движущимися. Движущиеся стены не были полностью твердыми, и в некоторых кадрах можно было увидеть, что они слегка покачиваются.

### Награды
| Год  | Организация           | Награда                                                                        | Результат |
| ---- | --------------------- | ------------------------------------------------------------------------------ | --------- |
| 1997 | MTV Video Music Award | Видео года                                                                     | Победа    |
| 1997 | MTV Video Music Award | Лучший новый исполнитель                                                       | Номинация |
| 1997 | MTV Video Music Award | Видео-прорыв                                                                   | Победа    |
| 1997 | MTV Video Music Award | Лучшая режиссура (Directors: Jonathan Glazer)                                  | Номинация |
| 1997 | MTV Video Music Award | Лучшая хореография (Choreographers: Jason Kay)                                 | Номинация |
| 1997 | MTV Video Music Award | Лучшие визуальные эффекты (Visual Effects: Jonathan Glazer and Sean Broughton) | Победа    |
| 1997 | MTV Video Music Award | Лучший художник-постановщик (Art Director: John Bramble)                       | Номинация |
| 1997 | MTV Video Music Award | Лучший монтаж (Editor: Jonathan Glazer and John McManus)                       | Номинация |
| 1997 | MTV Video Music Award | Лучшая кинематография (Cinematographer: Stephen Keith-Roach)                   | Победа    |
| 1997 | MTV Video Music Award | Приз зрительских симпатий для MTV Europe                                       | Номинация |

## Использование в поп-культуре
Клип «Virtual Insanity» был спародирован в клипе Остина Махоуна и Питбулля " Mmm Yeah " в 2014 году, в видео группы FIDLAR «40oz. On Repeat» в 2015 году и в эпизоде Family Guy " (рус. «Гриффины») Scammed Yankees " (рус. «Обманутые янки»). Кавер-версия и ремикс «Virtual Insanity» представлен в музыкальной видеоигре 2006 года Beatmania. В американском комедийном сериале « Силиконовая долина» песня упоминалась, когда персонаж Джек Баркер заставил «Jamiroquai» сыграть пародию на песню под названием «Virtual Reality» в рамках выпуска нового проекта виртуальной реальности его компанией.
В 2015 году была выпущена видеоигра на основе музыкального видеоклипа.

## Список треков
Британский CD № 1 сингл (663613 2)
1. «Virtual Insanity» — 4:04
2. «Do You Know Where You’re Coming From?» (Original Mix) — 4:59
3. «Bullet» — 4:19
4. «Virtual Insanity» (альбомная версия) — 5:40

Британский CD № 2 сингл (663613 5)
1. «Virtual Insanity» — 4:04
2. «Space Cowboy» (Classic Radio) — 4:01
3. «Emergency On Planet Earth» (London Rican Mix) — 7:10
4. «Do You Know Where You’re Coming From» — 4:59

US CD промо № 1 (ОСК 0857)
1. «Virtual Insanity» (Peace of Mind версия)
2. «Virtual Insanity» (радио-версия)
3. «Virtual Insanity» (альбомная версия) — 5:40
4. «Virtual Insanity» (Peace of Mind Mix)

US CD промо № 2 (ОСК 9857)
1. «Virtual Insanity» (радио-версия)

Кассета (663613 4)
1. «Virtual Insanity» — 4:04
2. «Virtual Insanity» (альбомная версия) — 5:40
3. «Virtual Insanity» (Unreality Mix) — 3:54

## Чарты и сертификаты
| Чарт (1996—1997)                           | Лучшая позиция |
| ------------------------------------------ | -------------- |
| Australia (ARIA)                           | 75             |
| Бельгия/Фландрия (Ultratip Bubbling Under) | 15             |
| Бельгия/Валлония (Ultratop 50)             | 15             |
| Канада (RPM Top Singles)                   | 64             |
| Финляндия (Suomen virallinen lista)        | 7              |
| Франция (SNEP)                             | 16             |
| Германия (GfK)                             | 63             |
| Iceland (Íslenski Listinn Topp 40)         | 1              |
| Ирландия (IRMA)                            | 7              |
| Italy (Hit Parade Italia)                  | 1              |
| Шотландия (OCC Scotland)                   | 4              |
| Швеция (Sverigetopplistan)                 | 32             |
| Швейцария (Schweizer Hitparade)            | 19             |
| Великобритания (OCC UK Singles)            | 3              |
| Великобритания (OCC UK Hip Hop/R&B)        | 1              |
| США (Billboard Adult Pop Airplay)          | 37             |
| США (Billboard Alternative Airplay)        | 38             |
| США (Billboard Dance Club Songs)           | 34             |
| США (Billboard Pop Airplay)                | 39             |

| Чарт (1996)                          | Позиция |
| ------------------------------------ | ------- |
| Belgium (Ultratop 50 Wallonia)       | 81      |
| France (SNEP)                        | 70      |
| Italy (Hit Parade Italia)            | 47      |
| UK Singles (Official Charts Company) | 39      |

| Регион                                                                      | Сертификация | Продажи |
| --------------------------------------------------------------------------- | ------------ | ------- |
| Великобритания (BPI)                                                        | Платиновый   | 600 000 |
| Данные о продажах + прослушиваниях приведены только на основе сертификации. |              |         |

## Семплирование и кавер-версии
- Трек «Virtual Insanity» был также использован как семпл в песне «Insanity» в альбоме-сборнике Hostyle Gospel The Calm, который вышел в 2012 году.[28]
- Кавер-версия песни «Virtual Insanity» была исполнена вживую японским певцом Daichi Miura во время его тура под названием «exTime Tour» в 2012 году. Выступление записано в концертном альбоме / DVD exTime Tour 2012.